# Oblenjaci
Oblenjaci naziv za životinje koje su stručno nazvane Aschelminthes i Nemathelminthes, što je zastarjeli takson za skupine raznih beskralježnjaka za koje se smatrallo da imaju polifiletičko porijeklo, odnosno da imaju zajedničkog pretka, ali koje se više ne smatraju usko povezanima.

## Opis
Svi oblenjaci su pripadnici Blastocelomata, to jest, imaju primarnu tjelesnu šupljinu blastocel (ili pseudocelom, zato su se prije ovi organizmi nazivali Pseudocelomata). Dvobočno su simetrični i imaju okrugli poprečni presjek tijela, što ih razlikuje od plošnjaka. Stijenku tijela čini epiderma nastala stapanjem stanica, višeslojna kutikula i slojevi mišića mezodermalnog podrijetla. Između stijenke tijela i probavila nalazi se blastocelom. Blastocelom je s vanjske strane okružen tkivom mezodermalnog, a s unutrašnje strane tkivom endodermalnog podrijetla. Ispunjen je tekućinom koja ima ulogu hidroskeleta. Živčani sustav čini živčani prsten iz kojeg izlaze trbušne živčane vrpce. Probavilo je prohodno. Izostaju sustavi za disanje i optjecanje, a ulogu izlučivanja i osmoregulacije obavljaju protonefridiji.
Danas se samo neformalno koristi za beskralježnjake koji su bili svrstani u to koljeno.

## Sistematika oblenjaka
Natkoljeno oblenjaka se dijelilo u koljena:
- Kolnjaci (Rotifera)
- Kukaši (Acanthocephala)
- Trbodlaci (Gastrotricha)
- Strunaši (Nematomorpha)
- Valjčari (Priapulida)
- Bodljoglavci (Kinorhyncha)
- Stapkočašci (Kamptozoa)
- Četkoglavci (Loricifera)
- Cikliofori (Cycliophora)
- Oblići (Nematoda)